# Свята бесіда

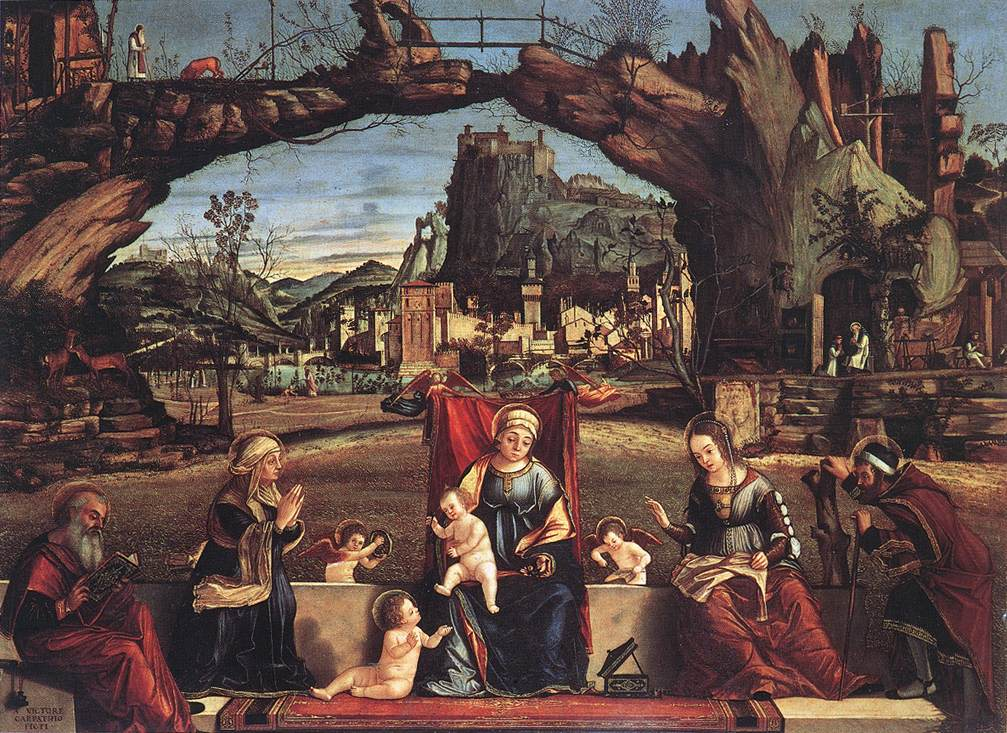
Вітторе Карпаччо. «Свята бесіда», бл. 1505 р., Музей Малого палацу, Авіньйон, Франція.

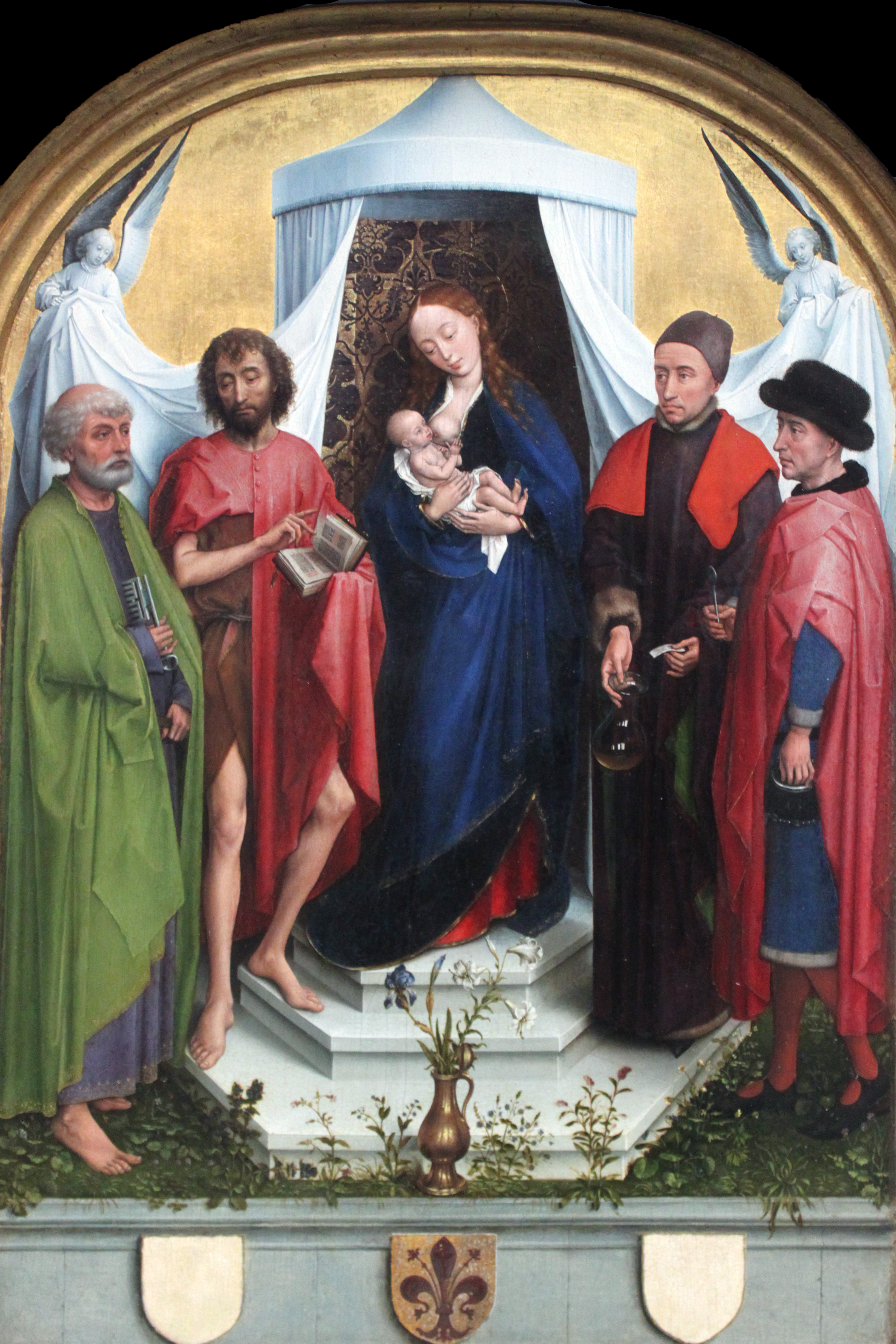
Рогір ван дер Вейден. Свята бесіда або «Мадонна Медічі», 1457 р, Штеделівський художній інститут, Франкфурт-на-Майні, Німеччина.

 Свята бесіда (італ. Sacra conversazione) — місцева назва жанру релігійного живопису, що мала розповсюдження переважно в італійських князівствах.

## Короткий опис
Свята бесіда не що інше, як зображення мадонни зі святими, мадонни з немовлям, що бавиться або благословляє донатора або донаторів. Назва «свята бесіда» йшла від середньовічного типу іконографії «Мадонна на троні». Ще тоді виробився тип Мадонни з немовлям на троні в оточенні янголів або якихось святих, популярних або місцевих. Композиція зазвичай була фронтальною, з ієрархічною побудовою, де головувала Богородиця, часто подана як цариця небесна. Вибір святих не був канонізованим, що давало підстави художникам подавати біля трону Богородиці популярних місцевих святих. Художники ігнорували історичні реалії і серед святих були особи, що жили у різних місцинах і у різні століття. Ще одна  умовність типу — рідкість зображення самої бесіди (розмови, спілкування персонажів), зазвичай було достатньо їх присутності.
Збереження ієрархії примушувало подавати саму Богородицю трохи більшою за святих, що скупчувались біля її трону і подавались у повний зріст. Ще меншими подавались донатори або художник ставив їх у композиції на коліна. У італійських князівствах цей тип виробився з типу «маеста» і мав широке розповсюдження у північних італійських князівствах.
В добу відродження надзвичайно зросли сам авторитет і творчі пошуки митців, а також і їх сміливість. У перехідний період ще зберігалась ієрархія і симетричність композицій. Згодом митці почали відходити і від ієрархічної побудови, і від симетрії заради правдоподібності і переконливості сюжету. Зображення святих та донаторів набули помітної портретності і індивідуальності. Чим меншою була обдарованість автора, тим менше новітності мала і композиція, часто застигла,з мало відтвореними портретністю і індивідуальністю.
Згодом митці Італії прийшли до нових варіантів композиції «ста бесіда», насиченими пейзажами і сучасними для них деталями та костюмами персонажів. Особливо творчо розкуті і індивідуальні композиції створювали венеційські художники, що перенесли у зображення риси реалізму та ідеалізації персонажів. Трон або є, або остаточно зникає, бо це вже не важливо ні для замовника образу, ні для венеційського художника.
Серед перших зразків суто «святої бесіди» називають «Вівтар Анналена» роботи Фра Анджеліко та «Вівтар Барбадорі» пензля Філіппо Ліппі. Неперевершеної краси набули композиції «святої бесіди» у венеційського художника Тиціана в  16 ст., що позбавився впливів Джорджоне і переніс у цей тип композицій всі найкращі здобутки високої власної обдарованості.

## Галерея

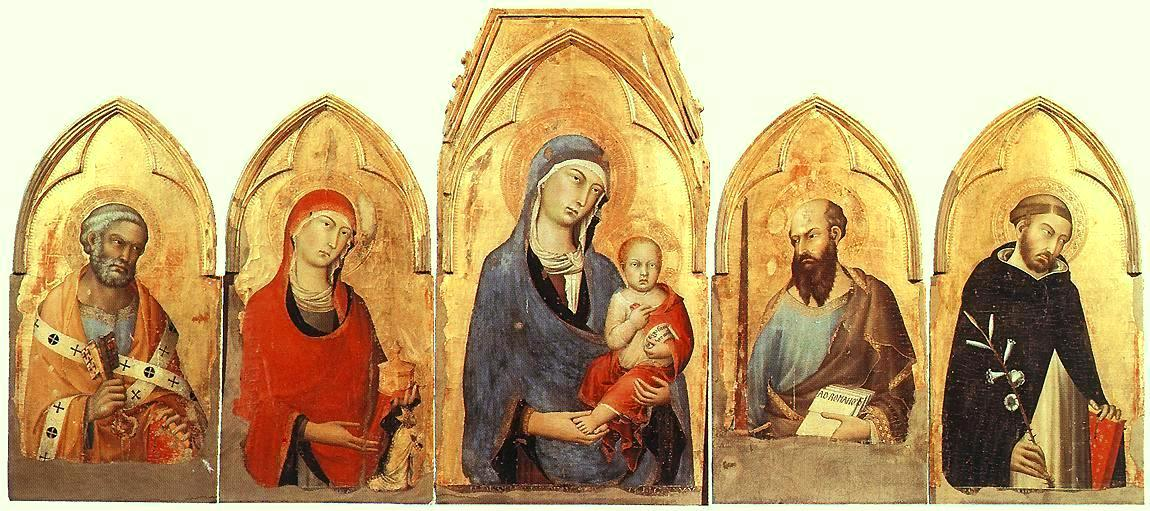
Сімоне Мартіні. Поліптих з Орвієто, бл. 1321 р., музей катедрального собору у Орвієто.

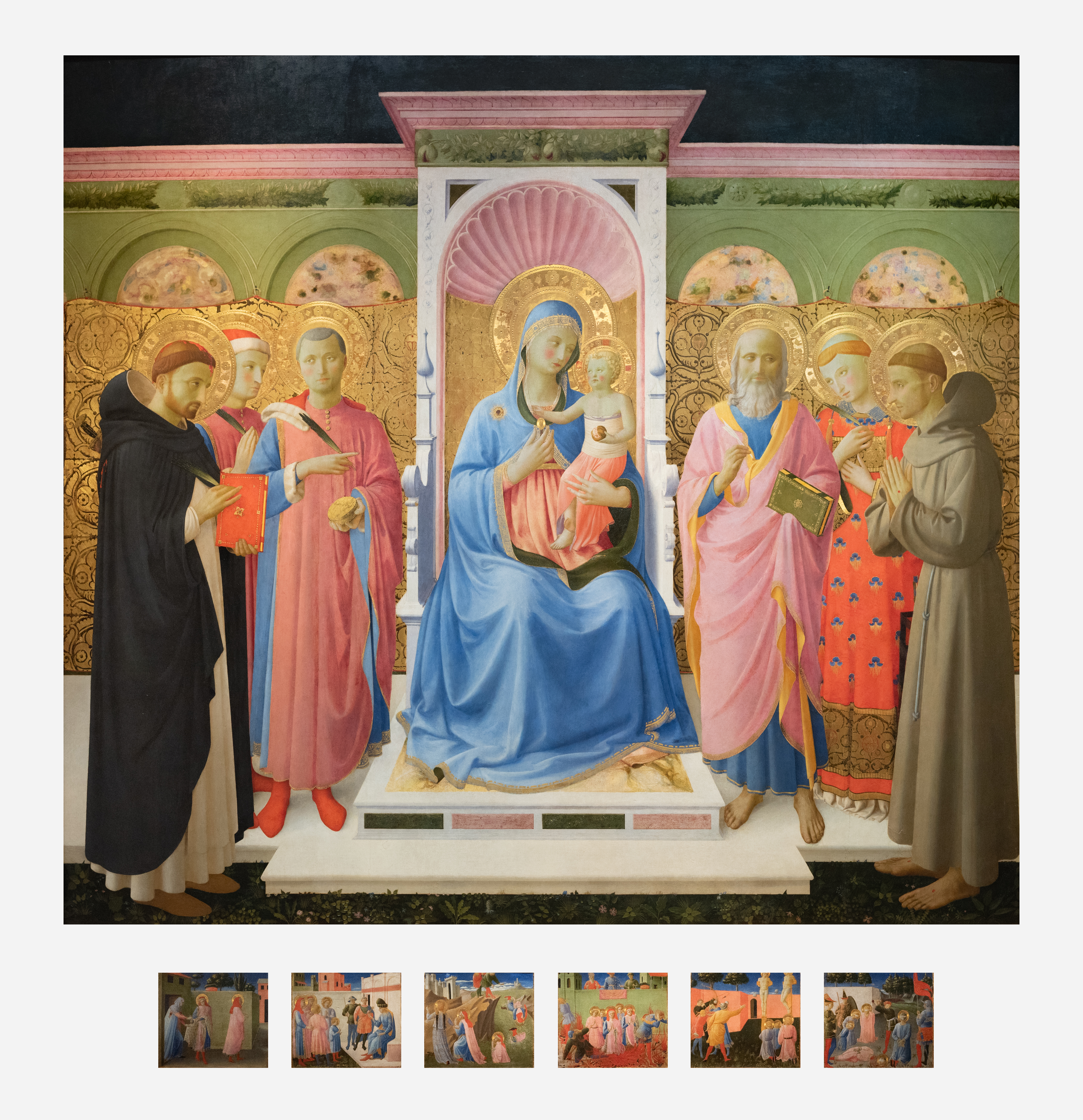
Фра Анджеліко. «Вівтар Анналена» з покровителями родини Медічі, бл. 1435 р., Національний музей Сан Марко, Флоренція.
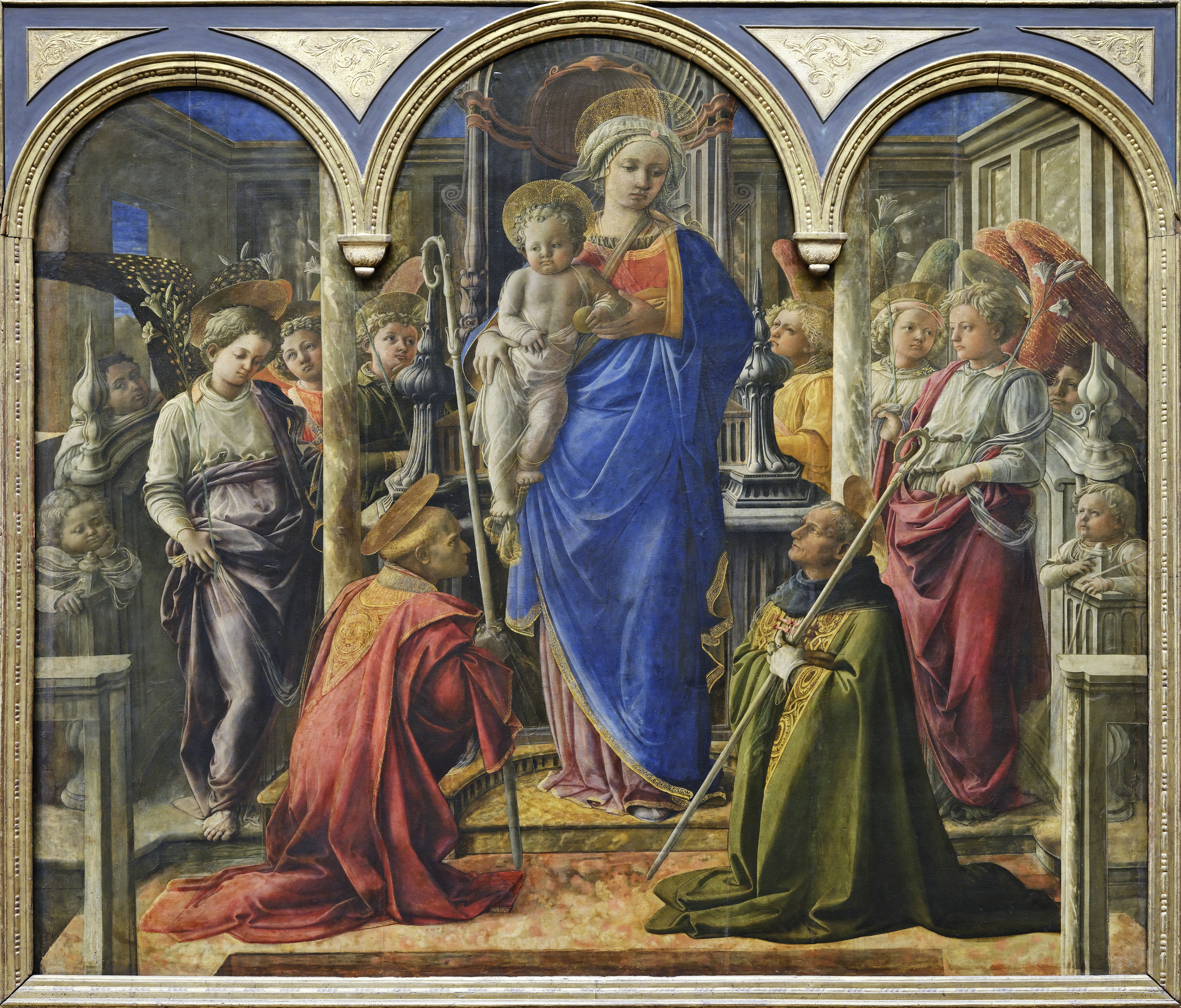
Філіппо Ліппі. «Вівтар Барбадорі», бл. 1438 р., Лувр, Париж.
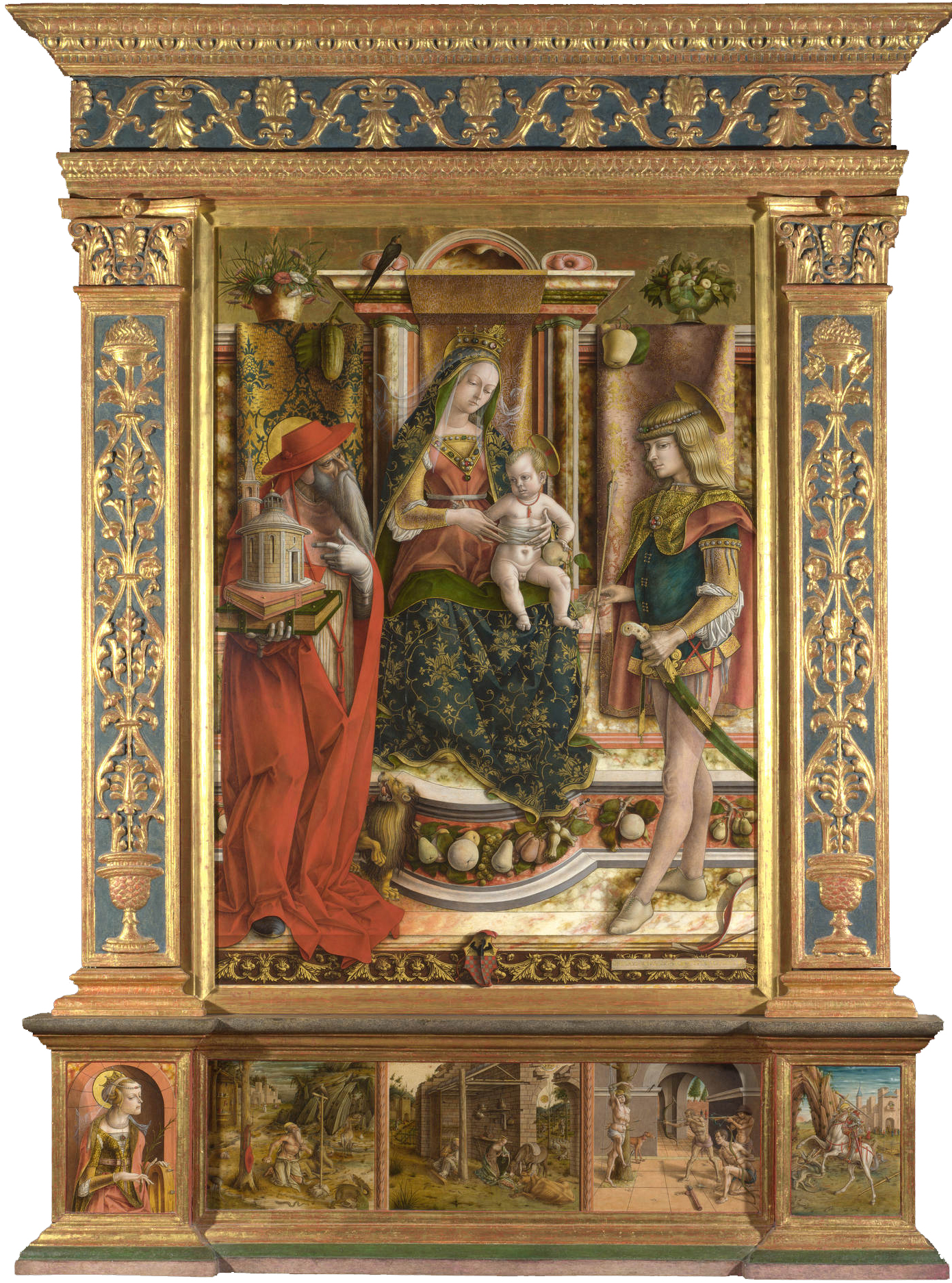
Карло Крівеллі. «Вівтар Оттоні » (свята бесіда), бл. 1490 р.
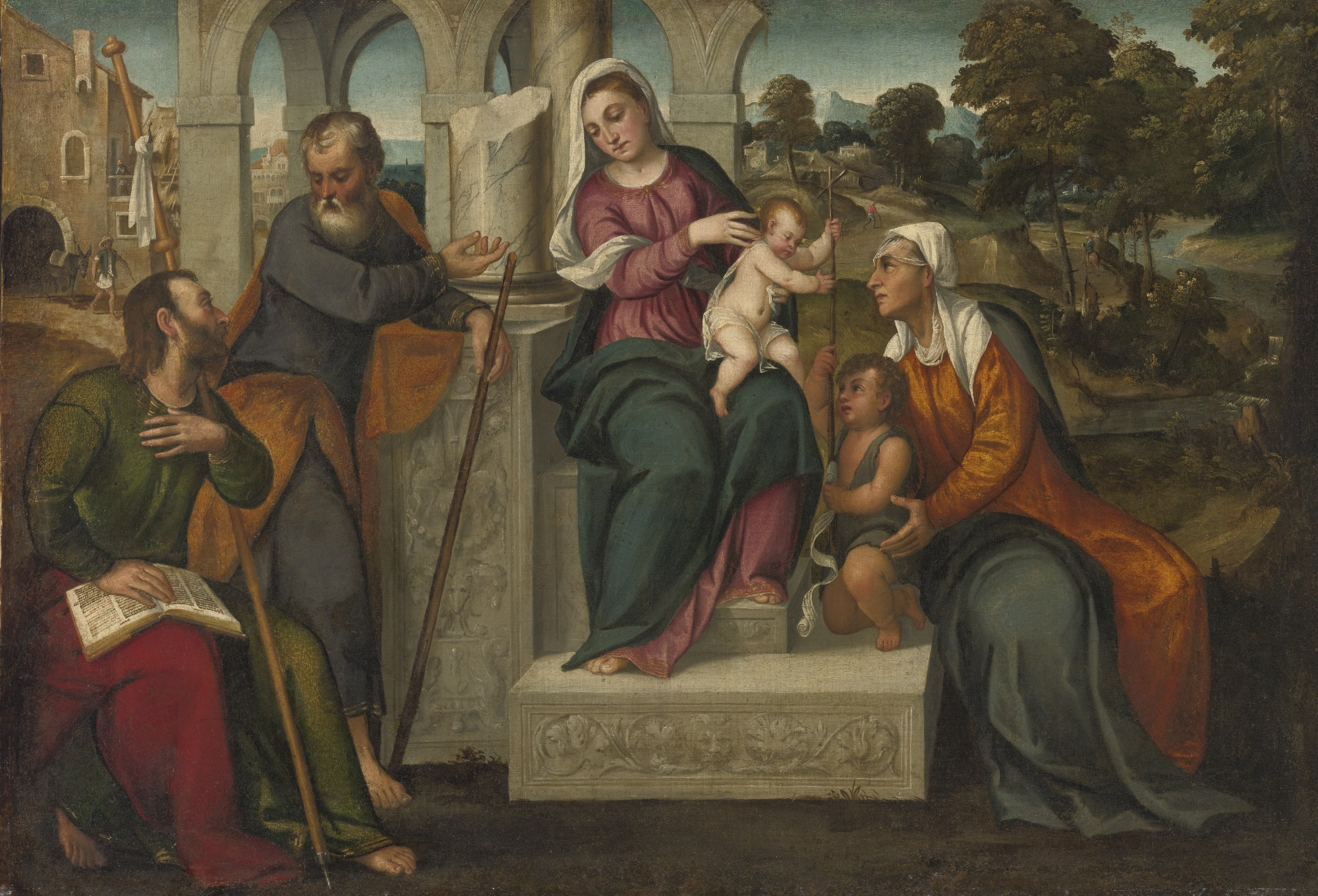
Антоніо Пальма (1515?-1575). «Свята бесіда»

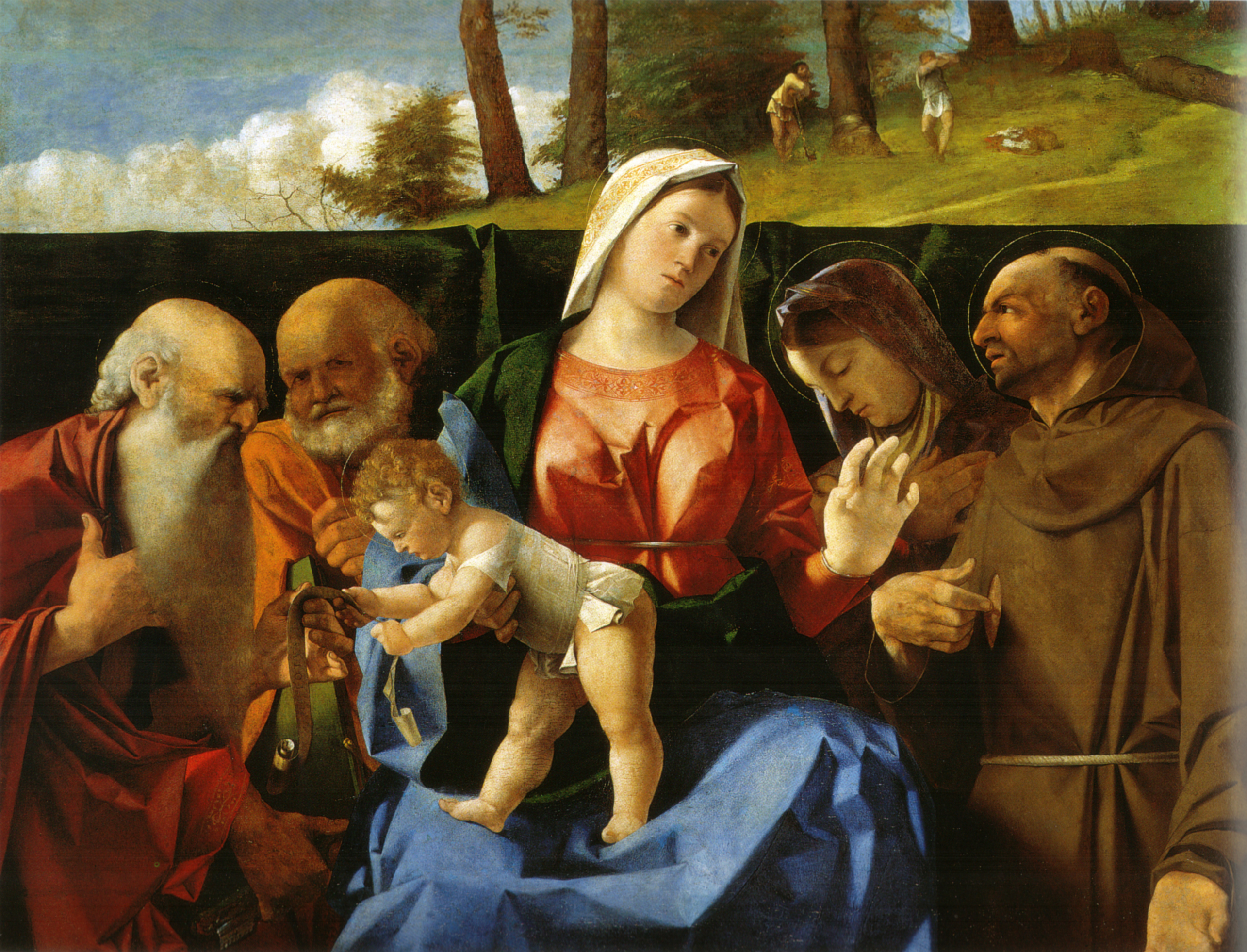
Лоренцо Лотто. «Свята бесіда з дроворубами на тлі» (Мадонна з немовлям. Ліворуч — Св. Єронім та Петро, праворуч — Св. Клара та Франциск Ассізький), бл. 1506 р. Національна галерея Шотландії, Единбург.
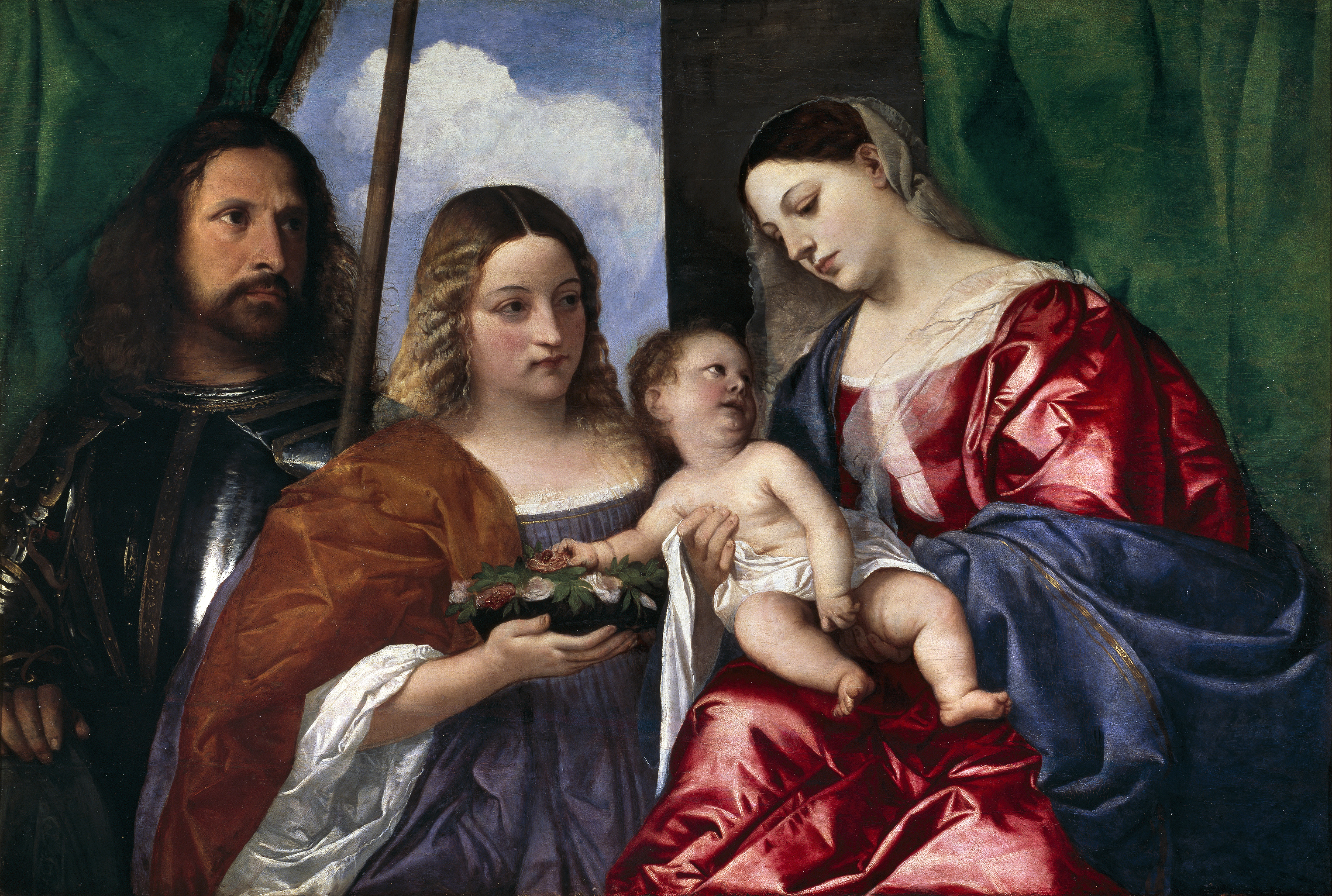
Тиціан. « Св. Георгій, Св. Доротея і мадонна з немовлям» (Свята бесіда), бл. 1516 р.,  Національний музей Прадо , Мадрид